# Un estrany a la meva vida
 Un estrany a la meva vida (original: Strangers When We Meet) és una pel·lícula estatunidenca de Richard Quine estrenada el 1960, amb Kirk Douglas i Kim Novak. Ha estat doblada al català. La pel·lícula va ser adaptada per Evan Hunter a partir de la seva novel·la del mateix nom i dirigida per Richard Quine. Els actors principals són Kirk Douglas, Kim Novak, Ernie Kovacs, Barbara Rush, i Walter Matthau.
Va ser rodada a Los Angeles, amb escenes filmades a Beverly Hills, Santa Monica, i Malibu.

cartell de la pel·lícula

## Argument
Larry Coe és un arquitecte de Los Angeles, casat amb dos fills. Té una dona molt brillant, Eve. És ambiciosa, però ell vol un treball més imaginatiu que els edificis comercials que ha estat dissenyant. Es troba amb Roger Altar, un autor, per parlar de construir una casa que serà un "experiment" i Coe vol fer, a més, alguna cosa original.
Maggie Gault és una de les seves veïnes, el fill de la qual és amic del seu. Li diu a Larry que ha vist algunes de les seves cases i pensa que les més poc convencionals estan millor. Aquest encoratjament és el que necessita de la seva muller però no ha pogut aconseguir. Tant Larry com Maggie senten créixer la insatisfacció en els seus respectius matrimonis. La dona de Larry és molt tossuda, però el marit de Maggie no està interessat a tenir sexe amb ella. Així tenen un afer que implica trobar-se en secret. Ells dos saben que el que estan fent està malament, i són lleials als seus fills.
Felix Anders és un veí que ronda pel voltant i esbrina sobre el seu afer. Les seves insinuacions fan adonar-se a Larry dels riscos que està prenent. Li diu a Maggie que no s'haurien de veure durant un temps.

## Repartiment
- Kirk Douglas: Larry Coe
- Kim Novak: Maggie Gault
- Ernie Kovacs: Roger Altar
- Barbara Rush: Eve Coe
- Walter Matthau: Felix Anders
- Virginia Bruce: Mrs. Wagner
- Kent Smith: Stanley Baxter
- Helen Gallagher: Betty Anders
- John Bryant: Ken Gault
- Roberta Shore: Linda Harder
- Nancy Kovack: Marcia
- Carol Douglas: Honey Blonde
- Paul Picerni: Gerandi
- Ernest Sarracino: Di Labbia
- Harry Jackson: Bud Ramsey
- Bart Patton: Hank
- Robert Sampson: Bucky
- Ray Ferrell: David Coe
- Douglas Holmes: Peter Coe
- Timmy Molina: Patrick Gault
- Sue Ane Langdon: Daphne